# ギヨーム・ド・ジェローヌ

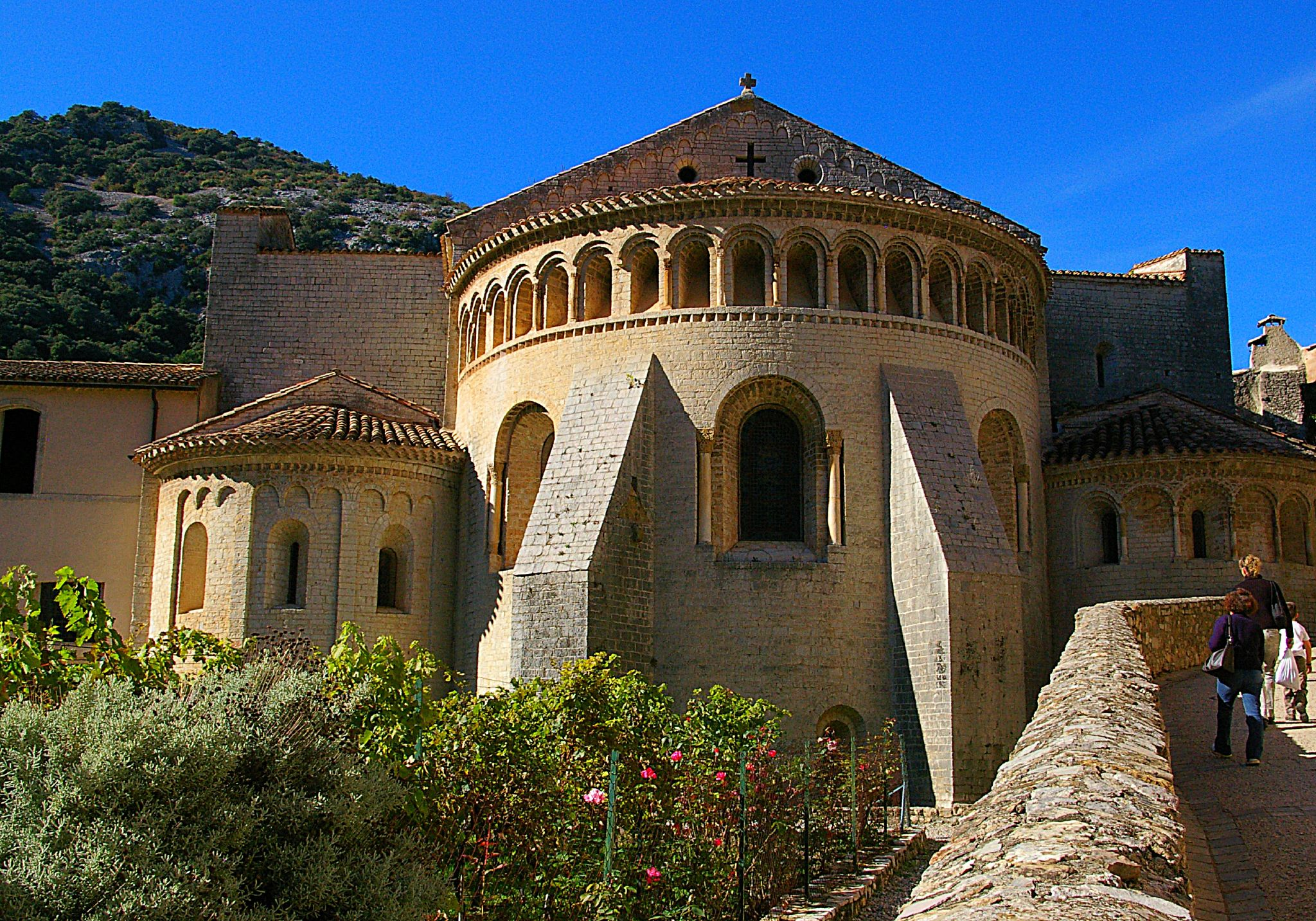
サン＝ギレム＝ル＝デセール（ジェローヌ）修道院のロマネスク様式のアプス、ギヨームが804年に創建し806年に移り住んだ。

ギヨーム・ド・ジェローヌ（Guillaume de Gellone, 755年頃 - 812年/814年5月28日）またはギヨーム・ドランジュ（Guillaume d'Orange）は、第2代トゥールーズ公（在位：790年 - 811年）。ジェローヌ大修道院（fr）を創設し、1066年に教皇アレクサンデル2世により聖人とされた。
10世紀または11世紀に、ラテン語の聖人伝『Vita sancti Willelmi』が言い伝えをもとにつくられ、12世紀までにはギヨームに関する伝説が出来上がった。ギヨームは武勲詩において英雄として描かれ、武勲詩の初期の作品で1140年頃成立の『Chanson de Guillaume』に登場する。ギヨームは武勲詩においてはその強さから「フィエラブラ」（武を誇る者）、あるいは巨人との戦いで受けた傷から「marquis au court nez」（低い鼻の侯爵）と呼ばれている。

## 歴史上のギヨーム
ギヨームは8世紀半ば頃、フランス北部で生まれた。父はオータン伯ティエリー4世であり、ギヨームはカール大帝の従兄弟にあたる（母オード（Aude）はカール・マルテルの娘）。カール大帝の親族かつ信頼のおける臣下として、若い頃はカール大帝の宮廷で生活していた。788年、トゥールーズ伯ショルソー（fr）がバスク貴族のアダルリック（Adalric）に捕らえられ、ガスコーニュ公ルポ2世との同盟を誓った。このため、カール大帝はショルソーが解放されると伯位を剥奪し、従兄弟ギヨームに与えた（790年）。ギヨームはガスコーニュの制圧に成功した。
793年、アブド・アッラフマーン1世の後継者ヒシャーム1世がキリスト教徒に対しジハードを行うと宣言した。ヒシャームは10万の兵を集め、その半数はアストゥリアス王国に侵攻し、残りはナルボンヌを通過しラングドックまで侵攻してきた。
ギヨームはこれに立ち向かい勝利した。また、ヴィルデーニュのオルビュー川近くで再びムスリム軍と遭遇し、激しい抵抗の末ムスリム軍をスペインまで撤退させたものの、敗北を喫した。801年、ギヨームはアクィタニア王ルートヴィヒとともにフランク人、ブルグント人、プロヴァンス人、アクィタニア人、ガスコーニュ人（バスク人）およびゴート人を率いて遠征を行い、ムーア人よりバルセロナを奪った。
804年、ギヨームはマグロンヌ教区内（diocese of Maguelonne）、ロデーヴ近郊のジェローヌ（現サン＝ギレム＝ル＝デセール）に修道院を創建した。ギヨームはジェローヌに財産を与え、近くに修道院を持つアニアーヌのベネディクトゥス（en）にその管理を任せた。ギヨームが与えた財産の中には、カール大帝からの贈り物であった聖十字架も含まれていた。聖人伝『Vita sancti Willelmi』によると、カール大帝はその聖遺物をエルサレム司教座から受け取ったという。
806年、ギヨームは隠居し修道士となり、812年または814年の5月28日に死去した。ギヨームが死去した時、オランジュの鐘が独りでに鳴ったという。
ギヨームは家族と創建した修道院に対し遺言を遺した。804年1月28日の遺言には、妻キュネゴンドおよびギブール、故人であった両親ティエリーおよびオード、兄弟テオドエおよびアダレルム、姉妹アッバおよびベルタ、4人の息子ベルナール、ゴーセム、ティエリー、エルベール、娘ロトリンド、および甥ベルトランの名が記されていた。妻ギブールは、オランジュのムーア人ワリの寡婦で、793年から796年の間、ナルボンヌでヒシャーム1世と戦った際にギヨームにより連れてこられたと言われている。息子ベルナールはギブールの子と言われている。ギブールの洗礼前の名前はオラブルであったとされる。ギヨームは遺言の中でギブールを妻と書いているが、実際に結婚したのかそれとも愛妾であったのかは不明である。
ジェローヌは依然としてアニアーヌ修道院長の管理下にあったが、ギヨームの評判が高くなるにつれ論争の種となった。拝廊の目立たない場所からギヨームの遺体が掘り出され、聖歌隊の下の目立つ場所に埋葬されると、多くの巡礼者がギヨームに関心を持つようになり、アニアーヌ修道院長は強い不満を持つに至った。多くの偽書が双方の立場で作られ、詳細な真相は不明なままである。ジェローヌの修道院はサンティアゴ・デ・コンポステーラへの巡礼の主な中継点である。この12世紀後半のロマネスク様式の修道院は、フランス革命の時に取り壊され、ニューヨークのクロイスターズ美術館で見ることができる。また、8世紀後半の写本『Sacramentaire de Gellone』が有名である。

## 物語の中のギヨーム
ギヨームのカール大帝に対する忠勤ぶりは封建時代の忠誠の一例として描かれている。サラセン人に対するギヨームの軍功は『La Geste de Garin de Monglane』とよばれている12世紀および13世紀の叙事詩の中でうたわれており、20ほどの武勲詩が伝説上の人物であるゲランのひ孫のギヨームを中心として描かれている。
しかし、その一節がギヨームの父、エメリー・ド・ナルボンヌと言われる人物の事績にあてられている。エメリーはカール大帝とともにスペインから戻った後に領地としてナルボンヌを得たとされている。詩に描かれているエメリーの事績は、実在した1108年から1134年にかけて活躍したナルボンヌ子爵の人物像が含まれている。この武勲詩において、エメリーはディディエの娘でランゴバルド王ボニファーチョの姉妹エルメンガルトを与えられている。エメリーには7人の息子と5人の娘（うち一人はルートヴィヒ1世と結婚）がおり、その中の一人がギヨームということになっている。
オランジュでのムーア人に対する勝利は、12世紀の叙事詩『Prise d'Orange』において伝説的な扱いを受けている。そこでギヨームはショルソーに代わりトゥールーズ伯位を受け、778年にアキテーヌ王となっている。伝説や叙勲詩においてギヨームに与えられている武勲、家系および様々な称号（ギヨーム・フィエラブラ、低い鼻のギヨーム、ナルボンヌのギヨーム、オランジュのギヨーム）を、ギヨームから切り離すことは難しい。ギヨームの妻は改宗したサラセン人オラブルで、改宗後の名をギブールといった。